# Дежень
Дежень (дежня; от дежа) — старинное холодное русское блюдо из овсяного или ржаного толокна, замешанного на молоке, сметане, сыте или квасе. Также деженем называли ржаной пирог из простого, грубого хлебного теста.
Диалектные: квашеное молоко, либо творог с толокном, к которому прибавляют пресное молоко или сливки (вологодск. арх.); толоконная болтушка на квасу, на браге, на сыте или молоке (перм. твер.).
Дежень часто готовился после уборки урожая. Иногда и сам праздник окончания жатвы называли в честь главного блюда Дежень.